# Simão Mate Junior
Simão Mate Junior (* 23. Juli 1988 in Inhaca), genannt Simão, ist ein mosambikanischer ehemaliger Fußballspieler, der im defensiven Mittelfeld spielt.

## Karriere

### Verein
Simão begann seine Fußballkarriere bei Ferroviário Maputo in Mosambik, wo er bis 2007 spielte. Im August 2007 absolvierte Simão ein Probetraining beim griechischen Traditionsverein Panathinaikos Athen und konnte die Verantwortlichen davon überzeugen ihn unter Vertrag zu nehmen.
Zu seinem ersten Pflichtspieleinsatz für Panathinaikos kam Simão am 20. September 2007 während der UEFA-Pokal-Begegnung bei Artmedia Bratislava, welche Athen mit 2:1 gewann. Seinen ersten Einsatz in der griechischen Super League hatte Simão beim 1:0-Auswärtssieg bei Iraklis Thessaloniki am 9. Dezember 2007.
Am 13. August 2008 gelang Simão sein erster Treffer in einem Europapokalspiel. In der dritten Qualifikationsrunde für die UEFA Champions League erzielte er bei der Auswärtsbegegnung gegen Sparta Prag in der 60. Minute die 2:1-Führung für Panathinaikos.
Von März 2013 bis Ende August 2016 spielte Simão beim spanischen Erstligisten Levante UD. Für den Club absolvierte 92 Einsätze. Nach Vertragsende war er bis Mitte 2017 vertrags- und Vereinslos.
Im Sommer 2017 nahm ihn Al-Ahli SC aus Doha unter Vertrag. Mit dem Verein spielte er in der ersten Liga des Landes, der Qatar Stars League. Nach Vertragsende im Oktober 2018 war er bis Ende Dezember 2018 vereinslos.
Anfang 2019 wechselte er nach Japan. Hier unterschrieb er einen Vertrag bei Vegalta Sendai. Der Club aus Sendai spielte in der höchsten Liga des Landes, der J1 League. Bis August 2021 absolvierte er 48 Erstligaspiele.
Nach vertragsloser Zeit beendete er seine Karriere.

### Nationalmannschaft
Von 2009 bis 2016 absolvierte er insgesamt 31 Länderspiele (0 Tore) für Mosambik. Er nahm am an der Afrikameisterschaft 2010 teil und kam in allen drei Gruppenspielen über 90 Minuten zum Einsatz.

## Erfolge
Ferroviário Maputo
- Mosambikanischer Pokalsieger: 2004
- Mosambikanischer Meister: 2005

Panathinaikos Athen
- Griechischer Meister: 2010
- Griechischer Pokalsieger: 2010